# Jennifer Nichols
Jennifer L. Nichols (Kansas City, 4 de octubre de 1983) es una deportista estadounidense que compitió en tiro con arco, en la modalidad de arco recurvo.
Ganó dos medallas en el Campeonato Mundial de Tiro con Arco en Sala, en los años 2003 y 2012.
Participó en tres Juegos Olímpicos de Verano, entre los años 2004 y 2012, ocupando el sexto lugar en Londres 2012, en la prueba de equipo.

## Palmarés internacional
| Campeonato Mundial en Sala | Campeonato Mundial en Sala | Campeonato Mundial en Sala | Campeonato Mundial en Sala |
| Año                        | Lugar                      | Medalla                    | Prueba                     |
| -------------------------- | -------------------------- | -------------------------- | -------------------------- |
| 2003                       | Nimes (Francia)            | Medalla de plata           | Individual                 |
| 2012                       | Las Vegas (Estados Unidos) | Medalla de oro             | Equipo                     |